# ʿAsabīya
ʿAsabīya (arabisch عصبية, DMG ʿaṣabīya oder ʿaṣabiyya) bezeichnet in der arabischen Stammesgesellschaft die emotionale Bindung zwischen den Mitgliedern einer Familie, eines Clans oder eines Stammesverbands sowie ihre Bereitschaft, in jedem Fall gegenüber Außenstehenden zusammenzuhalten. 
Bei den arabischen Eroberungen (arabisch فتوح, DMG futūḥ ‚Öffnungen‘) nach dem Tode des Propheten Mohammed im Jahre 632 n. Chr. spielte die ‘Asabīya eine wesentliche Rolle als einigendes Element unter den islamischen Glaubenskriegern.

## Theorien

### Ibn Chaldun
Im 14. Jahrhundert erweiterte der Historiker Ibn Chaldun die Bedeutung auf die (neben der wirtschaftlichen Verfassung bestehende) gemeinsame Werte-Orientierung einer Gesellschaft und machte den Begriff dadurch nicht nur zu einem Instrument für die Analyse des Zustandes von Gesellschaften, sondern auch zu einem Schlüsselbegriff für die Vorstellung von einer durch gemeinsame Werte geeinigten (nicht notwendig islamischen) Zivilisation.
In seinem Monumentalwerk „al-Muqaddima“ beschreibt Ibn Chaldun mit ‘Asabīya eine Form sozialen Zusammenhaltes, die politische Macht begründet. Dabei geht er davon aus, dass der Aufstieg und Untergang einer Dynastie vier Generationen umfasst, die jeweils unterschiedliche Aspekte der ‘Asabīya betonen. Eine asabiyya ist am Anfang nicht mehr als ein Schutzbund von Blutsverwandten, die mit vergleichbaren asabiyyen in Konkurrenz stehen. Man führt Krieg miteinander: „Ihren Ursprung haben die Kriege im Begehren einiger Menschen, an anderen Rache zu nehmen. Dabei wird für jede der beiden Parteien von den Angehörigen ihrer ‘Asabīya Partei ergriffen“, schreibt Ibn Chaldun. Bei einer solchen Auseinandersetzung geht es also nicht um Recht oder Unrecht, sondern darum, über die jeweils stärkste ‘Asabīya zu verfügen, um sich mit ihrer Hilfe Recht zu verschaffen. Solidarität ergibt sich aus der Zusammengehörigkeit. 
Ibn Chaldun geht davon aus, dass die radikalste Form des Zusammenhalts in der ‘Asabīya bei den Nomaden vorherrscht, die nicht zögern, ihre ‘Asabīya stets bis zum Äußersten zu verteidigen. Gelingt es nun einer ‘Asabīya, sich überregionalen Einfluss zu verschaffen, schließen sich ihr andere Gruppen an. Es entsteht eine Groß-‘Asabīya. Ihr Einfluss kann so weit gehen, dass sie mit Hilfe ihrer neuen „Mitglieder“ sich ganze Königreiche und Imperien zusammenerobert. Da nichts erfolgreicher macht als Erfolg, schließen sich in der Folge immer mehr Gruppen und Einzelpersonen der wachsenden ‘Asabīya an und bereichern sie dadurch personell, kulturell und machtpolitisch. Ihre personelle Überdehnung führt allerdings auch dazu, dass die ‘Asabīya zunehmend an Energie verliert. Ihre führenden Köpfe wohnen nun auch nicht mehr in der Wüste, die den Menschen abhärtet, sondern in verweichlichenden Städten. Die ‘Asabīya verliert an Gefährlichkeit, ihre Anhänger sehen sich nach würdevolleren und stärkeren ‘Asabīyen um, denen sie sich lieber anschließen wollen. So dauert es vom Aufstieg einer ‘Asabīya zum Imperium bis hin zu ihrem Untergang stets nur vier Generationen.